# سيريل شيروود
سيريل شيروود (بالإنجليزية: Cyril Sherwood)‏ هو سياسي كندي، ولد في 1 يوليو 1915 في نيو برونزويك في كندا، وتوفي في 10 ديسمبر 1996. انتخب عضو الجمعية التشريعية لنيو برونزويك ‏ وانتخب عضو مجلس الشيوخ الكندي.